# Pretor peregrí
El pretor peregrí (en llatí Praetor peregrinus) era un magistrat (pretor) de l'antiga Roma que sorgí cap al final de la primera guerra púnica.
Durant l'imperi romà els peregrins eren homes lliures que habitaven les províncies conqurides per Roma, no disposaven de la ciutadania romana ni de l'estatut jurídic de llatins.
Era el pretor que administrava la justícia entre els peregrins (praetor qui inter peregrinos ius dicit) 
Encara que cap al final del període imperial aquests magistrats s'anomenaven oficialment praetor inter cives et peregrinos ("entre ciutadans i no ciutadans," és a dir que tenien la jurisdicció en les disputes entre ciutadans romans i no ciutadans) al segle iii aC era improbable que es necessités un oficial encarregat d'aquesta tasca.
Segons T. Corey Brennan, durant la crisi militar de la dècada del 240 es va crear el segon pretorat per actuar en l'administració provincial inter peregrinos.
Durant la guerra d'Annibal, el pretor peregrí estava amb freqüència fora de Roma en missions especials i el pretor urbà era qui sovint romania en la ciutat per administrar el sistema judicial.